# Vitra Design Museum

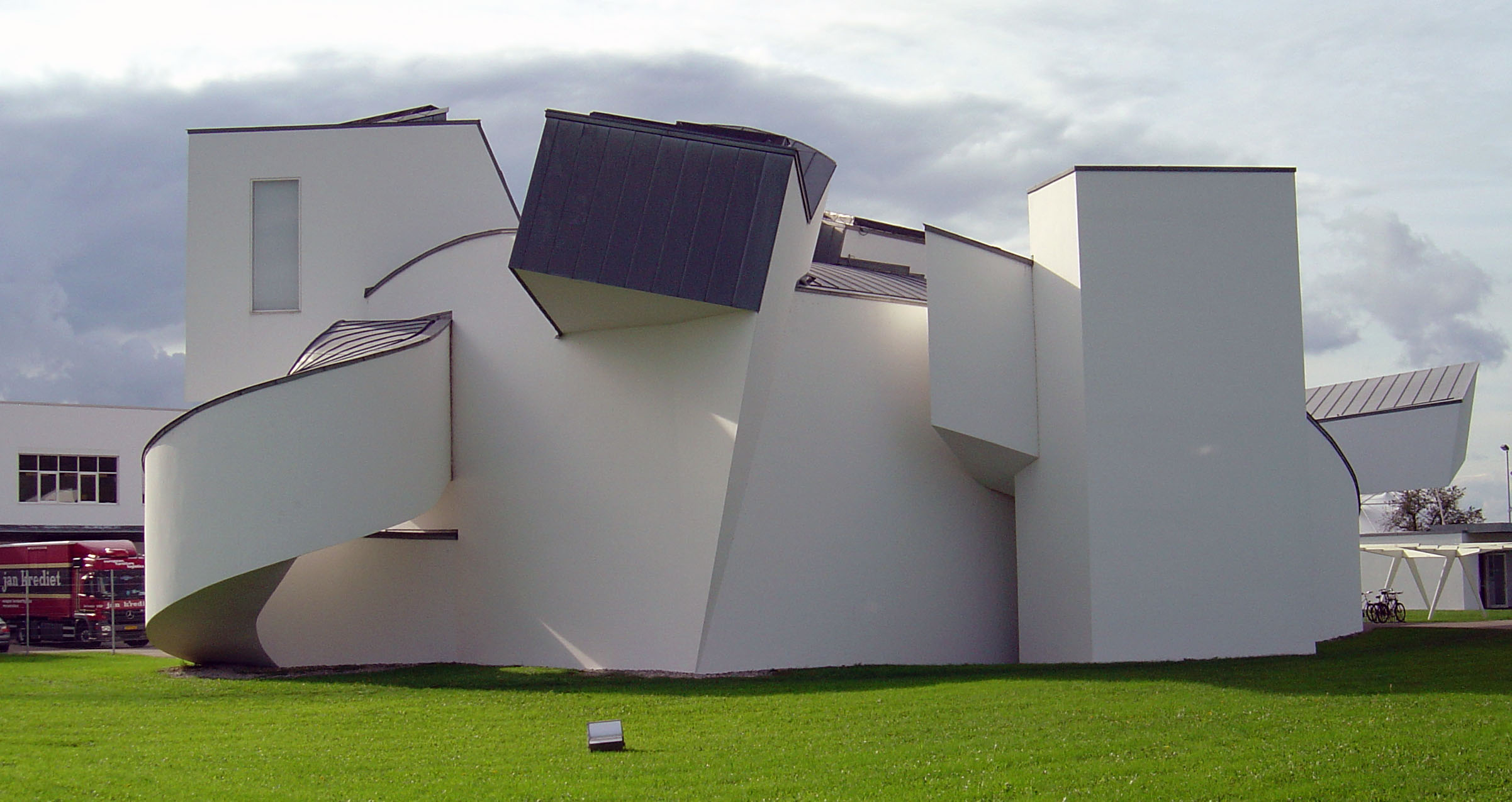
Museibyggnad av Frank Gehry

Vitra Design Museum är ett privatägt industridesignmuseum i Weil-am-Rhein i Tyskland. 
Anläggningen ägs av en stiftelse, bildad 1989, som verkar under möbeltillverkaren Vitra. Museet, som ligger intill Vitras möbelfabrik, ritades 1989 av Frank Gehry i dekonstruktivistisk stil. Byggnaden domineras av en splittrad och komplex planlösning som även återkommer i exteriörens krökta ytor och snedställda volymer i vit puts och zink. Den är ett tidigt exempel på den dekonstruktivistiska arkitektur som utvecklades  under 1990-talet och var Gehrys första verk i Europa. Efterhand har området fått flera byggnader av berömda arkitekter såsom Tadao Ando, Zaha Hadid, Herzog & de Meuron och Nicholas Grimshaw.
Museet har en av världens största samlingar av moderna sittmöbler från mitten av 1800-talet och framåt med verk av Charles och Ray Eames, Jean Prouvé, Alvar Aalto och George Nelson. Det ordnas också tillfälliga utställningar om arkitektur och formgivning.